# Харчиков, Михаил Борисович
Михаил Борисович Харчиков (21 ноября 1903 года, д. Енино, Малоархангельский уезд, Орловская губерния — 11 марта 1977 года) — командир стрелковой роты 60-го стрелкового полка 65-й стрелковой дивизии 14-й армии Карельского фронта, капитан. Герой Советского Союза.

## Биография
Родился 21 ноября 1903 года в деревне Енино (ныне — Покровский район (Орловская область)) в крестьянской семье. Русский.
Ещё в дореволюционные годы семья Харчиковых переселилась в Сибирь, в село Н.-Чулым (ныне на территории Новосибирской области).
С восьми лет начал работать (батрачил на кулаков).
Окончил 7 классов.
В Красной Армии проходил действительную службу в 1925—1927 годах
В ноябре 1929 года вступил в ВКП(б).
Работал на Омском овчинно-шубном заводе, окончил административно-хозяйственную школу, курсы усовершенствования директоров совхозов, а затем одногодичную партийную школу. Был секретарём партийной организации совхоза «Красноярский» Большереченского района Омской области.
В октябре 1941 года призван Большереченским райвоенкоматом Омской области. На фронте в Великую Отечественную войну с ноября 1941 года. В 1943 году окончил курсы усовершенствования офицерского состава. Воевал на Волховском фронте, вначале политработником, затем строевым офицером в стрелковых подразделениях.
Летом 1944 года капитан Харчиков М. Б. — командир стрелковой роты 60-го стрелкового полка. Соединение, в котором он служил, получило высокую оценку за боевые отличия в Свирско-Петрозаводской и Петсамо-Киркенесской наступательных операциях Карельского фронта. В ночь на 23 июля 1944 года в районе станции Лоймола рота капитана Харчикова, используя складки местности, скрытно заняла исходную позицию для захвата важной высоты. Воины роты стремительно ворвались в расположение противника. В коротком ночном бою было уничтожено до взвода вражеских солдат, а двадцать восемь — взято в плен. В этом бою капитан Харчиков лично уничтожил восемь финских солдат и пленил шестерых. 26 июля 1944 года в бою за полустанок Мустакаллио рота капитана Михаила Харчикова под сильным пулемётно-миномётным огнём врага штурмом овладела укреплённой позицией и разгромила вражеский гарнизон, взяв при этом двадцать шесть пленных. Получив подкрепление, противник шесть раз предпринимал контратаки, пытаясь вернуть полустанок. Но бойцы отважного командира роты огнём из автоматов и гранатами отразили натиск врага, нанесли ему потери и удержали занятую позицию. Рота капитана Харчикова М. Б. проявила мужество и умение в боях на Крайнем Севере, при овладении очагами сопротивления 20-й горной армии гитлеровцев осенью 1944 года. После разгрома основного узла вражеской обороны на горе Большой Кариквайвиш наши войска вышли к реке Титовка. Нельзя было допустить закрепления отходившего противника на левом берегу этой реки. Капитану Харчикову, как «мастеру стремительных атак», командованием было поручено: на плечах неприятеля форсировать Титовку и создать плацдарм на её левом берегу. Бесстрашный офицер со своими отважными бойцами блестяще выполнил это ответственное задание.
Указом Президиума Верховного Совета СССР от 24 марта 1945 года за образцовое выполнение боевых заданий командования на фронте борьбы с немецко-фашистским захватчиками и проявленные при этом мужество и героизм капитану Харчикову Михаилу Борисовичу присвоено звание Героя Советского Союза с вручением ордена Ленина и медали «Золотая Звезда».
С 1946 года капитан М. Б. Харчиков — в запасе, а затем в отставке. Вернулся на родину — в Сибирь, работал директором совхоза «Красноярский» Большереченского района Омской области, а затем — директором маслозавода.
В 1957 году переехал в областной центр Омской области — город Омск.
С 1963 года — персональный пенсионер союзного значения.
Скончался 11 марта 1977 года. Похоронен в Омске на Ново-Восточном кладбище.
Награждён орденами Ленина, Отечественной войны 1-й степени, медалями.